# Hobson (Montana)
Hobson ist eine City im Judith Basin County im US-Bundesstaat Montana.

## Geographie
Hobson liegt im Herzen von Montana. Die Stadt bedeckt eine Fläche von 0,3 km².

## Demographie
Zum Zeitpunkt der Volkszählung im Jahr 2000 lebten 248 Menschen in Hobson. Das Durchschnittseinkommen betrug pro Haushalt 30.179 US-Dollar und pro Familie 40.313 US-Dollar. 19,2 % der Familien und 20,7 % der Stadtbevölkerung lebten unterhalb der Armutsgrenze.

## St. John’s Lutheran Church
Deutschsprachige evangelisch-lutherische Einwanderer versammelten sich am 27. März 1912 zu einem ersten lutherischen Gottesdienst in der methodistischen Kirche zu Hobson. Am 12. Februar 1915 formierte sich die lutherische Kirchengemeinde formell und schloss sich am 20. Juni 1915 der Missouri-Synode an. 1916 wurde mit dem Bau einer eigenen Kirche begonnen, die am 28. Januar 1917 als St. John’s Lutheran Church geweiht wurde. Bis zum Jahr 1932 wurden die Kirchenbücher in deutscher Sprache abgefasst. Nach dem Jahr 1961 war die Pfarrstelle in Hobson vakant und wurde durch das Schrumpfen der Gliederzahl der Gemeinde auch nicht wieder besetzt. 1971 schließlich wurde die Kirche geschlossen.
In Hobson wurden 1973 Teile des Spielfilmes Die Letzten beißen die Hunde mit Clint Eastwood und Jeff Bridges gedreht. Die Eröffnungsszene des Films spielte in der St. John’s Lutheran Church mit Gemeindegliedern als Statisten, die den Choral Hallelujah! What a Savior! singen. Die Kirche wurde im Film Spirit Lake Idaho Community Church genannt. Die aufgegebene Kirche wurde 1981 mit dem Plan niedergelegt, sie in der Ortschaft Troy in Montana für eine neu gegründete lutherische Gemeinde wieder aufzubauen. Dazu kam es allerdings nicht und Teile der Kirche wurden lediglich in Holzhäusern im Glacier-Park verbaut.